# SC 07 Bürgel

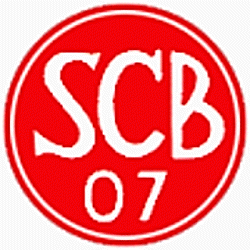
Wappen des SC 07 Bürgel

Der SC 07 Bürgel ist ein Fußballverein aus dem  Offenbacher Stadtteil Bürgel. Er wurde 1907 gegründet und zählte in den ersten zwei Jahrzehnten seines Bestehens zu den führenden Mannschaften in Südhessen. In den Jahren nach dem Zweiten Weltkrieg verlor man den Anschluss an die regionale Elite und spielt seither in den unteren Ligen des Fußballkreises.

## Geschichte
Der Sport-Club 1907 Bürgel wurde am 18. Mai 1907 auf eine Initiative von acht jungen Männern hin gegründet, als in Offenbach und Frankfurt die heute vorherrschenden Vereine schon einige Jahre Erfahrung in der noch jungen Sportart gesammelt hatten. Im Dorf im Mainbogen bestanden zu dieser Zeit zwar bereits zwei Mannschaften, die aber keinem Verband angehörten. Dem SC Bürgel gelang es innerhalb nur weniger Jahre, zur regionalen Elite aufzuschließen. Im Mai 1908 wurde der Verein in den süddeutschen Fußballverband aufgenommen, und bereits 1911 stieg der SC 07 als Meister der B-Klasse nach einem 1:0 im Entscheidungsspiel gegen die SpVgg Griesheim 02 in die seinerzeit höchste Spielklasse, die A-Klasse des Nordkreises des süddeutschen Fußballverbandes auf. Dort spielte man aber der Saison 1911/12 unter anderem gegen den längst etablierten Nachbarn Kickers Offenbach und den Frankfurter FV, dem Vorläuferverein der Eintracht, und konnte sich bis zum Ausbruch des Ersten Weltkrieges, der den Spielbetrieb vorübergehend unterbrach, in dieser obersten Spielklasse der Vereine aus Wiesbaden, Frankfurt, Hanau und Offenbach halten.
Nach dem Krieg zählten die Bürgeler zu den Gründungsmitgliedern der „Kreisliga Südmain“, der neuen höchsten Spielklasse, und war in den frühen 1920er Jahren einer der führenden Klubs. Auf dem Platz an der Rumpenheimer Straße verlor der SC Bürgel von 1920 bis 1923 kein einziges Ligaspiel, wurde in diesen vier Jahren aber drei Mal nur Vizemeister, so dass es zu überregionalen Erfolgen nie reichte. Nach der Runde 1922 verpasste man nur knapp die Südmain-Meisterschaft, im entscheidenden Spiel gegen den VfL Neu-Isenburg, das vor der Rekordkulisse von 8000 Zuschauern ausgetragen wurde, unterlag der SCB mit 1:2 und verpasste damit die Staffelmeisterschaft und den Einzug ins Meisterschaftsendspiel. 1923 führte eine Ligenreform dazu, dass die Mannschaft in der nun deutlich stärker besetzten „Bezirksliga Main“ antreten musste. Der SCB belegte am Ende der Runde 1924/25 den letzten Platz und stieg in die Zweitklassigkeit ab. Um die örtlichen Kräfte zu bündeln, schloss man sich zwei Jahre darauf mit der SpVgg 1911 Bürgel zum 1. FC Blau-Weiß 07 zusammen. Mit vereinten Kräften errichtete man 1928 ein Vereinsheim an der Rumpenheimer Straße, und auch aus sportlicher Sicht erwies sich dieses Zusammengehen als erfolgreich. In der Spielzeit nach dem 25-jährigen Jubiläum, 1932/33, erreichte Blau-Weiß die Aufstiegsrunde zur Bezirksklasse, konnte sich dort durchsetzen und wäre schließlich erneut in die höchste Spielklasse aufgestiegen. Doch die Einführung der Gauligen als neues „Oberhaus“ im Fußball zur Runde 1933/34 verhinderte die Rückkehr in die Erstklassigkeit. 1936 nahm der Verein den alten Namen Sport-Club 1907 wieder an. Der Spielbetrieb konnte noch bis 1942 aufrechterhalten werden, zu nennenswerten Erfolgen kam die Mannschaft aber nicht mehr.
Nach dem Zweiten Weltkrieg wurden ab Frühjahr 1946 wieder Meisterschaftsspiele ausgetragen. 1949 in die 2. Amateurliga Hessen aufgestiegen, kämpfte die Mannschaft des SC Bürgel um Spielertrainer Rudi Reinhard noch einmal um den Anschluss an die oberen Spielklassen. Als man aber 1954 aus der 2. Amateurliga Hessen abstieg, waren diese Ambitionen jedoch endgültig Geschichte, Erfolge feierte man nur noch auf lokaler Ebene. 1961 bezwang der SC 07 den Nachbarn Germania Bieber im Finale des Kreispokals und 1967 kehrte man immerhin noch einmal für drei Jahre in die Gruppenliga, die damals zweithöchste Spielklasse in Hessen, zurück. Seither bewegt sich der SC 07 in den regionalen Klassen des Fußballkreises.

## Spielstätte
Die Vereinsgründer nutzten eine Grube, aus der eine Baufirma Material zur Herstellung von Ziegelsteinen gewann, als Trainings- und Spielgelände. Für Verbandsspiele musste man allerdings auf andere Plätze ausweichen, bis der eigene Platz nach mehreren Um- und Ausbauten im Mai 1912 eingeweiht und für die Heimspiele der Nordkreisliga genutzt werden konnte. 1928 wurde auf dem Gelände das erste Vereinsheim errichtet. Das ursprüngliche Gebäude brannte im Juli 1963 nieder und wurde durch einen Neubau ersetzt.